# Gah-Bape
Gah-Bape est un village du Cameroun situé dans la région du Centre et le département du Mbam-et-Inoubou. Il fait partie de la commune de Kon-Yambetta.

## Population
En 1964 le village comptait 612 habitants, principalement Bapé.
Lors du recensement de 2005, on y dénombrait 832 personnes.